# جام یوفا ۰۶–۲۰۰۵
جام یوفا ۰۶–۲۰۰۵، سی و پنجمین فصل از جام یوفا، مسابقات فوتبال باشگاهی سطح دوم اروپا بود که توسط یوفا سازماندهی شد و با قهرمانی سویا به پایان رسید.